# Dynamena crisioides
Dynamena crisioides is een hydroïdpoliep uit de familie Sertulariidae. De poliep komt uit het geslacht Dynamena. Dynamena crisioides werd in 1824 voor het eerst wetenschappelijk beschreven door Lamouroux. 